# Lammenschansweg
De Lammenschansweg is een grote straat in de Nederlandse stad Leiden.

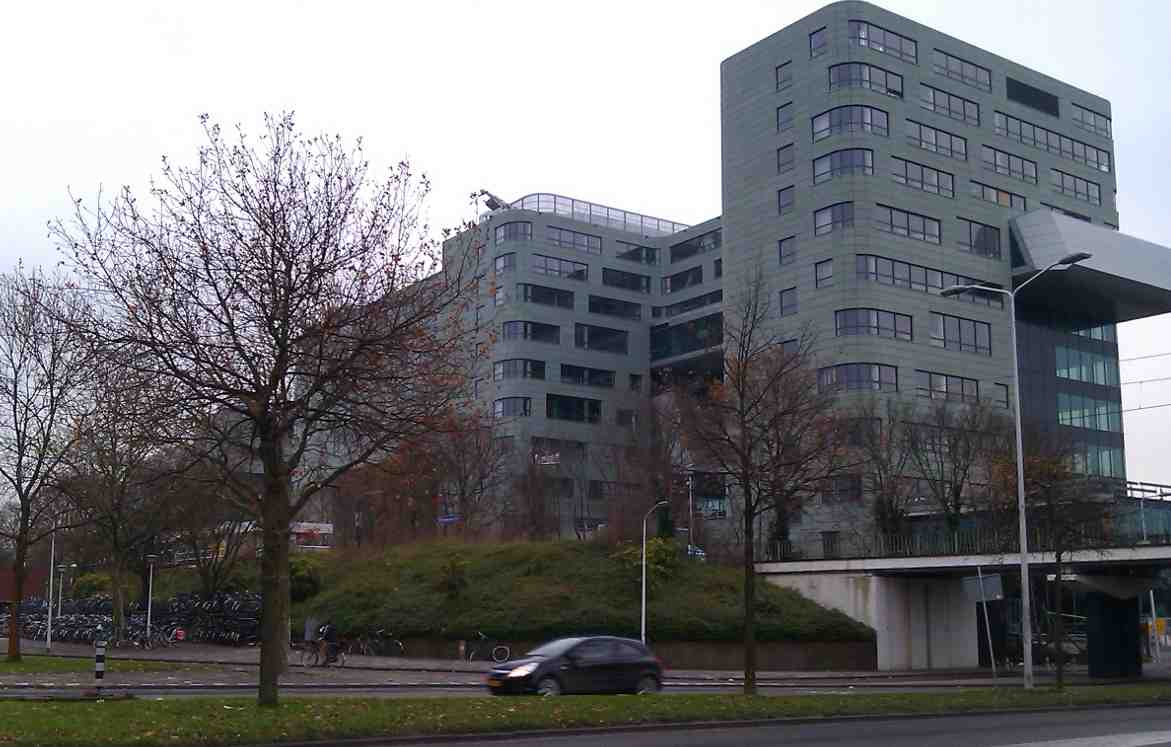
Gebouw uit 2011 van het ROC Leiden (sinds 2017 mboRijnland) bij het station Leiden Lammenschans.

Deze lange en brede weg fungeert als belangrijkste invalsweg tot het Leidse centrum vanuit het zuiden (vanuit Voorschoten en de N206/A4). De weg loopt vanaf de Zoeterwoudsesingel zuidwaarts tot aan het Lammenschansplein. In het noordelijk deel vormt de weg de scheiding tussen de Tuinstadwijk in het westen en de Professorenwijk en Burgemeesterswijk in het oosten. In het zuidelijk deel bevinden zich aan de westkant voornamelijk woningen en aan de oostkant bedrijven en een grote onderwijsinstelling (mboRijnland).

## Naamgeving en geschiedenis
De straat en het nabijgelegen station zijn vernoemd naar de schans Lammen, een Spaanse legerplaats ten tijde van het Beleg van Leiden (1573-1574) in de Tachtigjarige Oorlog. Op 3 oktober 1574 zou de jonge Leidenaar Cornelis Joppenszoon bij deze schans hebben geconstateerd dat de Spaanse belegeraar op de vlucht was geslagen. In het kamp vond hij een ketel hutspot. Dit verhaal is aanleiding voor het jaarlijks terugkerende 3 oktoberfeest in Leiden. Te zijner ere is in 1961 een standbeeld, vervaardigd door de beeldhouwer Oswald Wenckebach, opgericht bij het station Leiden Lammenschans.
De westelijke zijde heet Lammenschansweg sinds de aanleg in de jaren dertig. De naam van de oostelijke zijde was tot 1961 Kamerlingh Onneslaan. De straatnamen in dit gedeelte van de Professorenwijk zijn ontleend aan natuurkundigen. 
In de jaren dertig van de twintigste eeuw is in de driehoek Lammenschansweg-Lorentzkade-Zeemanlaan een groot bouwcomplex gerealiseerd, ontworpen door A.J. Kropholler en H.A. van Oerle. Het omvat de in 1936 ingewijde Petruskerk, waarvan de klokkentoren tot 2009 het hoogste bouwwerk van de stad was, een plein en de herenhuizen in de driehoek. Zowel de kerk met pastorie als deze woningen zijn rijksmonumenten.

## Verkeer
Op de Lammenschansweg had van 1924 tot 1961 de Blauwe Tram van de NZH (tramlijn Leiden - Scheveningen) hier meerdere haltes. Op deze baan bevond zich ter hoogte van het huidige spoorviaduct een gelijkvloerse kruising met de spoorlijn Woerden - Leiden. De gevaarlijke verkeerssituatie leidde in de nacht van op 23 op 24 juni 1924 tot een ernstige botsing tussen een stoomlocomotief van de Staatsspoorwegen en een nog nieuwe NZH-tram. Deze laatste werd vernield, maar er vielen geen gewonden. Er was toen alleen de tramlijn en de Lammenschansweg werd pas in de jaren dertig aangelegd.
Eind jaren vijftig heeft men besloten de spoorbaan door middel van een viaduct boven de Lammenschansweg te verheffen. Dit werk kwam in 1960-61 gereed. Op 18 mei 1961 werd het station Leiden Lammenschans in gebruik genomen. In november 1961 verdween de tram en werd de weg volledig voor auto en busverkeer geschikt gemaakt. Sindsdien is de Lammenschansweg een doorgaande verkeersader met ventwegen aan beide zijden, die doorloopt naar het Lammenschansplein. De oostelijke zijde heette vanaf dat moment niet meer Kamerlingh Onneslaan maar Lammenschansweg, net als de  westelijke zijde. Het plein voor het station Lammenschans heeft de naam Kamerlingh Onnesplein behouden. 
Het leek erop dat met de invoering van de RijnGouwelijn weer een tramlijn over de Lammenschansweg zou lopen. Dat plan is na veel discussie in 2012 verworpen.